# Невиђени 2
Невиђени 2 (енгл. Incredibles 2) је амерички рачунарски-анимирани суперхеројски филм из 2018. године продуциран од стране Pixar Animation Studios-а и издат од стране Walt Disney Pictures/a. Писац и редитељ филма је Бред Берд, који представља наставак филма Невиђени (2004) и други дугометражни филм франшизе. Прича прати Невиђене док покушавају да врате поверење јавности у суперхероје, истовремено уравнотежујући њихов породични живот, док се боре против новог непријатеља који покушава да становништво окрене против свих суперхероја. Своје улоге из првог филма понављају Крејг Нелсон, Холи Хантер, Сара Вауел и Самјуел Лирој Џексон; новопридошле чланове глумачке екипе чине Хаклбери Милнер, Боб Оденкирк, Кетрин Кинер и Џонатан Бенкс. Мајкл Ђачино се вратио као композитор музике.
Након успеха филма Невиђени, Берд је одложио развој наставка за рад на другим филмовима. Покушао је да разликује сценарио од суперхеројских филмова и суперхеројских телевизијских серија издатих од првог филма, фокусирајући се на породичну динамику, а не на жанр суперхероја.
Премијера филма Невиђени 2 била је 5. јуна 2018. године у Лос Анђелесу и биоскопски је издат 15. јуна 2018. године у Сједињеним Државама у Disney Digital 3D, Dolby Cinema, Real D 3D, IMAX, IMAX 3D и 4DX форматима. Српска премијера филма била је 16. јуна 2018. године у биоскопу Cineplexx у тржном центру Delta City и биоскопски је издат 21. јуна 2019. године, од стране Taramount Film-а. За разлику од свог претходника, филм је синхронизован на српски. Српску синхронизацију је радио студио Ливада Београд. Филм је добио углавном позитивне критике критичара, уз похвале због његове анимације, хумора, писања и музике. Филм је током првог викенда зарадио 182,7 милиона америчких долара, поставивши рекорд за најбољи деби за анимирани филм, а зарадио је преко 1,2 милијарде америчких долара широм света, што га чини четвртим филмом са највећом зарадом у 2018. години, другим анимираним филмом са највећом зарадом и 15. филмом са највећом зарадом свих времена током свог биоскопског приказивања, уз то што је филм са највећом зарадом Pixar-а и трећи који је зарадио милијарду долара након филмова У потрази за Дори и Прича о играчкама 3. Филм Невиђени 2 је Национални одбор за преглед прогласио најбољим анимираним филмом 2018. године. Филм је номинован за најбољи анимирани филм на 76. додели Златног глобуса и на 91. додели Оскара, али је обе освојио филм Спајдермен: Нови свет.

## Радња
Филм се јавља непосредно након догађаја из претходног филма. Невиђени и Ледени боре се са Подривачем и спречавају га да уништи градску кућу, али нису успели да га спрече да опљачка банку и побегне. Колатерална штета огорчава владу и подстиче гашење Програма пресељења суперхероја, ускраћујући финансијску помоћ Паровима и другим суперхеројима. Виолетина симпатија, Тони Макарони, открива њен суперхеројски идентитет, због чега агент Рик Рукола брише његова сећања на њу.
Богати бизнисмен Винстон Девор и његова сестра Евелин, који воде гиганта за медије и телекомуникације DevTech, предлажу тајне мисије за суперхероје које ће бити снимљене и објављене како би повратиле поверење јавности. Винстон за почетне мисије бира Еластичну која је мање подложна несрећама, а не Г. Невиђеног. Боб се мучи у новој улози родитеља који остаје код куће: покушавајући да помогне Муњи са домаћим задацима из математике, Виолетине боли због Тонија који се не сећа састанка на који су требали ићи (због брисања памћења) и Џек-ЈЏек који пустоши својим растућом суперсилом. Една Мода развија одело за помоћ у контроли Џек-Џекових способности. У међувремену, Еластична наилази на суперзликовца „Екранократора”, који хипнотичке слике пројектује преко ТВ екрана. Након што га је спречила да уништи пренатрпани приградски воз и осујетила његов покушај атентата на амбасадорку, она га прати до стамбене зграде и разоткрива као достављача пице који тврди да се не сећа својих поступака.
На забави која слави хапшење Екранократора, Винстон најављује самит светских лидера за легализацију суперхероја, који ће се десити на његовој јахти. Еластична открива да ухапшени достављач пице није Екранократер, већ да су га контролисале хипнотичке наочаре. Евелин присиљава наочаре на Еластичну, откривајући се да је Екранократер. Евелин објашњава своју незадовољство суперхеројима јер су њеног оца убили провалници док је у помоћ позивао суперхероје уместо да се сакрије (за разлику од Винстона који је веровао да је разлог недостатак суперхероја) и мајчину смрт која је уследила од болова у срцу. Она планира да саботира самит свог брата изазивајући катастрофу која непоправљиво оцрњује углед свих суперхероја, осигуравајући да заувек остану ван закона и да се јавност неће вратити ослањању на суперхероје који ће се носити са кризама. Она намами Боба у замку и пошаље групу хипнотизованих суперхероја да покори децу Парових. Ледени покушава да их заштити, али су га ухватили.
Виолета, Муња и Џек-Џек беже у обновљеном Невиђомобилу, супераутомобилу који је некада био у власништву њиховог оца и стижу до Винстонове јахте. На броду, хипнотизовани Г. Невиђени, Еластична и Ледени рецитују осветољубиви манифест у преносу уживо дизајниран да наслика суперјунаке као претњу, а затим покори посаду брода, усмери јахту према граду и уништи контроле. Џек-Џек уклања заштитне наочаре Еластичне; она заузврат ослобађа Г. Невиђеног и Леденог. Невиђени и Ледени ослобађају остале суперхероје контролисане умом и сви заједно раде на томе да јахту помере како се не бу сударила са градом. Еластична ухвати Евелин која покушава да побегне млазњаком. Суперхероји поново добијају правни статус широм света.
Тони прати Виолету са породицом на филм. Када Парови уоче гомилу пљачкаша банака, Виолета оставља Тонија у биоскопу, обећавајући да ће се вратити на време, а Невиђени крећу у јурњаву у свом Невиђомобилу.

## Гласовне улоге
| Улога                 | Оригинални глас      | Српски глас                  |
| --------------------- | -------------------- | ---------------------------- |
| Боб Пар / Г. Невиђени | Крејг Нелсон         | Борис Пинговић               |
| Хелен Пар / Еластична | Холи Хантер          | Теодора Ристовски            |
| Виолета Пар           | Сара Вауел           | Ивона Рамбосек               |
| Муњослав „Муња” Пар   | Хаклбери Милнер      | Тодор Јовановић              |
| Џек-Џек Пар           | Ели Фусиле           | Ели Фусиле (оригинални глас) |
| Луцијус Бест / Ледени | Самјуел Лирој Џексон | Иван Јевтовић                |
| Винстон Девор         | Боб Оденкирк         | Дубравко Јовановић           |
| Евелин Девор          | Кетрин Кинер         | Милица Јаневски              |
| Достављач пице        | Бил Вајз             | Марко Марковић               |
| Една „Е” Мода         | Бред Берд            | Борис Миливојевић            |
| Рик Рукола            | Џонатан Бенкс        | Миодраг Крстовић             |
| Тони Макарони         | Мајкл Берд           | Матеја Вукашиновић           |
| Карен / Војд          | Софија Буш           | Јелена Гавриловић            |
| Разарач               | Фил Ламар            | Срђан Чолић                  |
| Електрикс             | Фил Ламар            | Милан Крунић                 |
| Гас Бернс / Рефлукс   | Пол Ејдинг           | Срђан Чолић                  |
| Амбасадорка Селик     | Изабела Роселини     | Маја Оџаклијевска            |
| Подривач              | Џон Раценберг        | Ђорђе Давид                  |
| Градоначелник         | Бари Боствик         | Бранислав Платиша            |
| Детекрив бр. 1        | Џер Бернс            | Димитрије Стајић             |
| Детектив бр. 2        | Адам Родригез        | Петар Арсић                  |
| Мала Бест             | Кимберли Адер Кларк  | Невена Кочовић               |